# Суситайвал, Пааво
Па́аво О́скар Э́двард Су́ситайвал (настоящая фамилия — Сиве́н) (9 февраля 1896 — 27 декабря 1993) — финский военный деятель, ультраправый политик, один из создателей патриотического Лапуаского движения и ультраправой партии Патриотическое народное движение (IKL), прозаик.

## Биография
Участвовал рядовым солдатом в Первой мировой войне в рядах Германской армии. Тогда же сменил фамилию Сивен на Суситайвал (дословно — Волчий след), чтобы тайно пробраться в Германию, скрываясь от царских властей.
Участник Гражданской войны в Финляндии. После войны продолжил военную карьеру. Окончил военную кадетскую школу.
Активный участник мятежа в Мянтсяля в 1932 году.
Был депутатом Эдускунта (парламента Финляндии) от ультраправой партии Патриотическое народное движение (IKL) с 1939 года.
После начала Зимней войны с СССР, убеждённый сторонник фашизма, добровольно отправился на фронт, оставив свои депутатские обязанности.
Имея опыт командования, во время Советско-финской войны (1939—1940) участвовал в разгроме 163-й стрелковой дивизии Красной Армии в битве при Суомуссалми.
В дальнейшем Суситайвал считал эту победу не только вершиной своей военной карьеры, но и всей жизни.
Участник советско-финской войны (1941—1944). С началом войны Суситайвал был назначен командиром 29-го пехотного полка, участвовавшего в наступлении на Карельском перешейке. Из-за требовательного характера, вражды с маршалом Маннергеймом и конфликта с офицерами полка Суситайвала перевели на должность коменданта Яянислинна (Петрозаводска).
После окончания войны Пааво Суситаитал ушёл из армии, жил в Лаппеэнранте, занимался литературным творчеством. Основная тема произведений — Зимняя война, участие финнов в мировых войнах и др.
Завещал похоронить его с офицерской саблей, чтобы будущие археологи знали, что его могила принадлежит солдату.

## Избранные произведения
- Naisten tehtäviä sodan aikana (1924)
- Ahvola (1937)
- Lentävä komppania (1938)
- Maamme asema (1943)
- Rykmentti taistelee (1948)
- Suomen puusepänteollisuuden vaiheita (1950)
- Korpivaruskunta (1954)
- Kajaani Oy 1907—1957 (1957)
- Suomen lääkäriliiton historia (1960)
- Karjalainen pataljoona talvisodassa (1963)
- Aktivistit toimivat (1968)
- Ryhmä Susi talvisodassa (1973)
- Aktivisti ei hellitä (1981)
- Testamentti (1991)

## Память
- В Лаппеэнранте его именем названа улица.